# Ser tylżycki
Ser tylżycki (niem. Tilsiter) – gatunek sera półtwardego typu szwajcarsko-holenderskiego, podpuszczkowego, dojrzewającego, produkowanego z krowiego mleka, jasnożółtego o dość ostrym smaku i zapachu, i niewielkich okach oraz ciemnobrązowej skórce. Nazwa sera tylżyckiego pochodzi od nazwy miasta Tylża (od 1946 Sowieck) w dawnych Prusach Wschodnich, obecnie znajdującego się na terenie Federacji Rosyjskiej, gdzie początkowo wyrabiano ten ser. Może być wykorzystywany do robienia kanapek oraz do potraw zapiekanych i zapiekanek.

## Pochodzenie
Ser tylżycki pochodzi z okolic wschodniopruskiego miasta Tylża (obecnie Sowieck, Rosja). Umiejętność wytwarzania serów twardych, do których zalicza się ser tylżycki, dotarła do Prus Książęcych z Żuław Gdańskich w XVI wieku i pochodzi od tamtejszych osadników holenderskich, którymi w dużej mierze byli mennonici. Stąd procedura rozprzestrzeniła się dalej, na sąsiadujące tereny Litwy i Białorusi (ser litewski). Przemysłowa produkcja sera tylżyckiego rozwinęła się w Tylży w połowie XIX wieku pod kierunkiem prusko-szwajcarskich osadników z doliny Emmental w kantonie berneńskim.
Jego receptura została po raz pierwszy oficjalnie spisana w XIX wieku przez pruską rodzinę wywodzącą się ze szwajcarskich osadników z Emmentalu w Szwajcarii. W 1893 Szwajcar Otto Wartmann powrócił z Tylży do rodzinnej Turgowii z przepisem na wytwarzanie sera tylżyckiego, który dopracował, i według którego w dalszym ciągu produkowany jest „szwajcarski ser tylżycki”, czyli Tilsiter.

## Charakterystyka

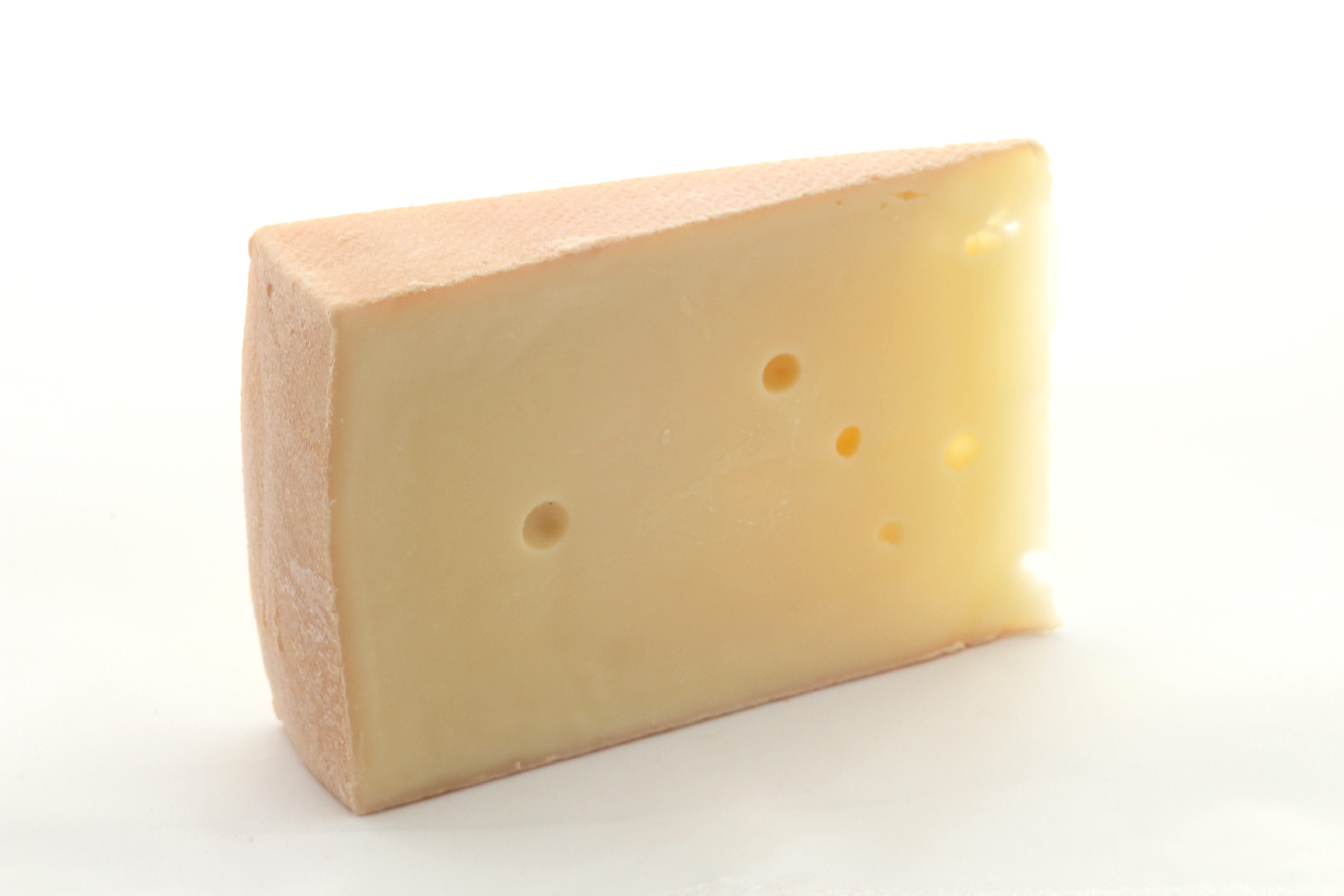
Ser tylżycki dojrzały

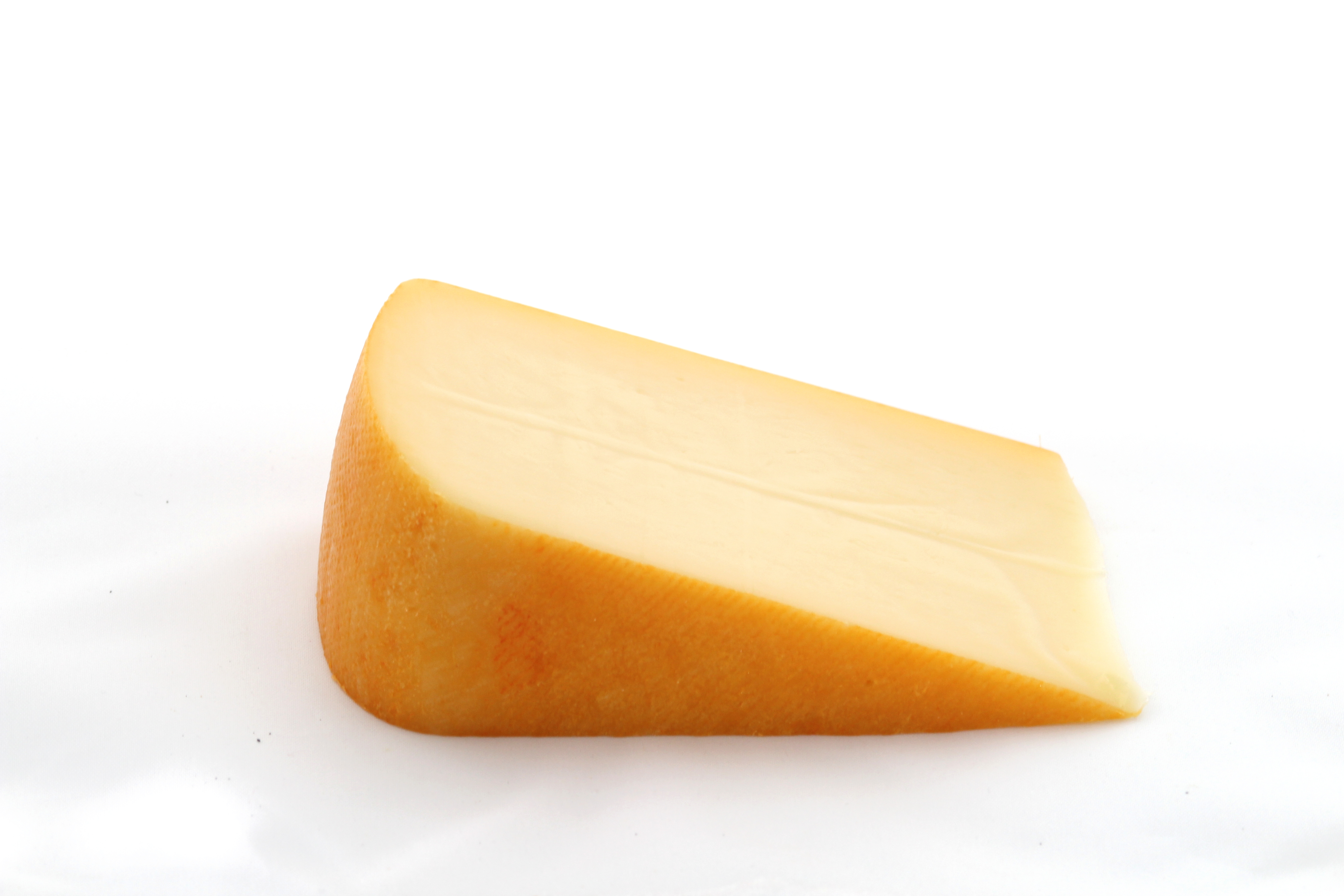
Ser tylżycki łagodny

Zgodnie z przyjętą w 1968 przez Organizację Narodów Zjednoczonych do spraw Wyżywienia i Rolnictwa normą dla sera tylżyckiego, jest to ser twardy, o miąższu od niemal białego, przez kościany aż po jasnożółty i żółty, o twardej konsystencji i nieregularnych, błyszczących, równomiernie rozmieszczonych dziurach. Powstaje z mleka krowiego, bawolego, lub ich mieszaniny, zawiera przynajmniej 30 procent tłuszczu mlecznego. Podczas produkcji i dojrzewania jego skórka wysycha, do sprzedaży może trafiać z nią lub bez niej.
Dojrzewanie sera trwa przynajmniej trzy tygodnie w temperaturze od 10 do 16 stopni Celsjusza, w zależności od planowanego smaku okres ten można wydłużać; możliwe jest także skracanie tego okresu przy wykorzystaniu enzymów serowarskich przyspieszających dojrzewanie.
Technologia produkcji sera tylżyckiego opiera się na połączonej technologii produkcji serów holenderskich i szwajcarskich. Zwykle ma kształt walca o średnicy 20 cm i wysokości 10 cm, który waży 3 do 4 kg.
W smaku ser tylżycki jest podobny do sera żuławskiego (Werderkäse).

## SzwajcarskiTilsiter

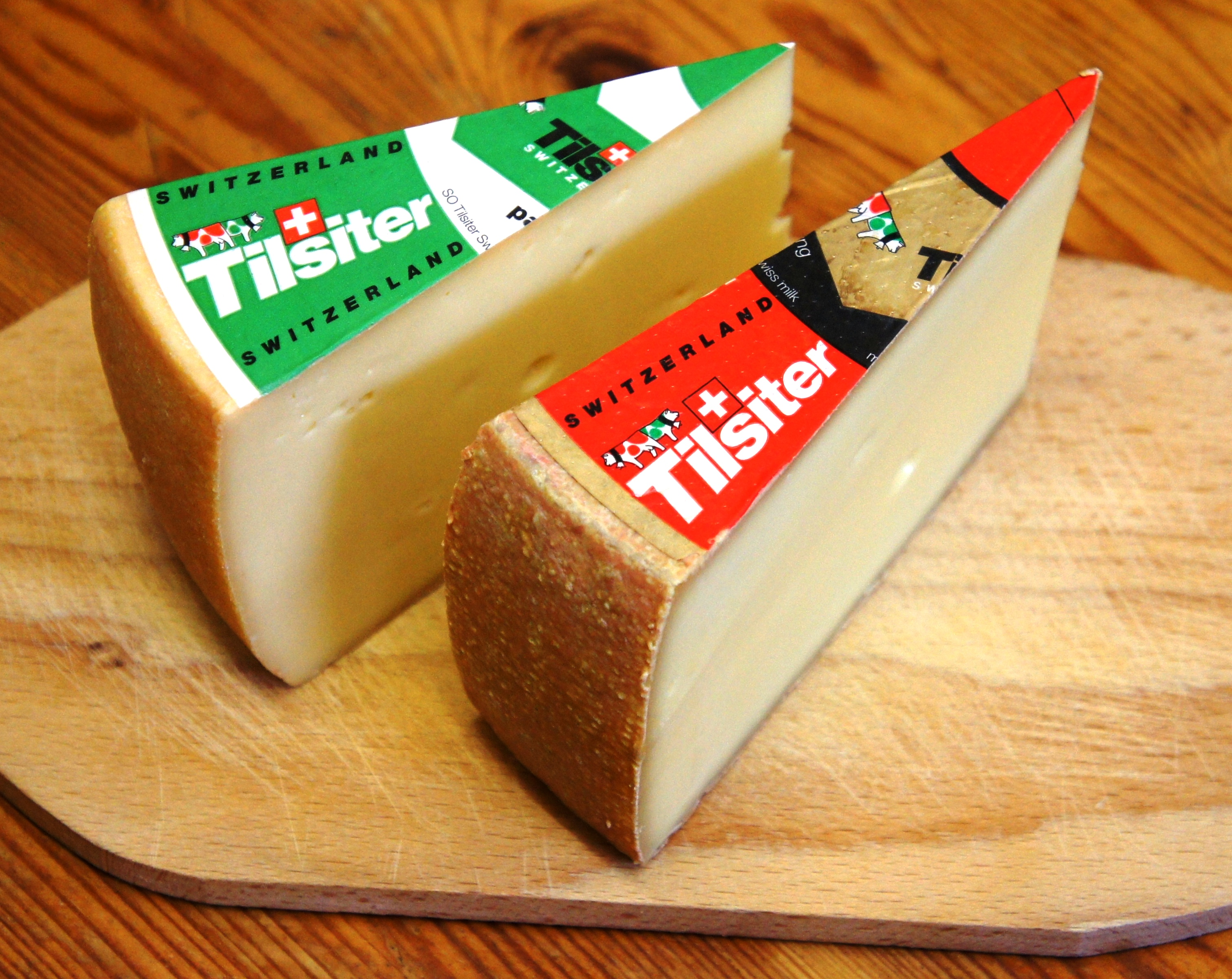
Szwajcarski Tilsiter „czerwony” i „zielony”

W 1893 roku ser zaczęto produkować także w Szwajcarii. W 1948 ustandaryzowano recepturę tego sera. W latach 60. XX wieku na rynku, obok „czerwonego” Tilsiter, pojawił się „zielony” Tilsiter wytwarzany z mleka pasteryzowanego. Ser Tilsiter jest produkowany przez około 20 rodzinnych serowarni, zlokalizowanych w kantonach: Turgowia, St. Gallen i Zurych. Szwajcarski Tilsiter różni się znacząco od serów o tej samej nazwie wyprodukowanych w innych krajach.
Współcześnie w handlu są dostępne 4 gatunki szwajcarskiego sera tylżyckiego:
- „czerwony” Tilsiter – średnio dojrzały, półtwardy, ostry w smaku, dojrzewający 70 do 110 dni;
- „zielony” Past-Tilsiter – łagodny w smaku, półtwardy, dojrzewający 30 do 60 dni;
- „czerwony” Tilsiter surchoix – półtwardy o aromatycznym ostrym smaku, dojrzewający 120 do 180 dni;
- Bio-Rahm-Tilsiter – łagodny w smaku, kremowy, dojrzewający 30 do 75 dni, posiada etykietkę produktu ekologicznego.

Wszystkie gatunki szwajcarskiego sera Tilsiter są produkowane z mleka pełnotłustego (całkowicie lub częściowo pasteryzowanego) i mają kształt kręgów serowych o wadze 4 do 4,5 kg.

## Wartości odżywcze
| Ilość aminokwasów w 100 g | Ilość aminokwasów w 100 g |
| Nazwa                     | Ilość w mg                |
| ------------------------- | ------------------------- |
| Izoleucyna                | 1244                      |
| Leucyna                   | 2268                      |
| Lizyna                    | 2047                      |
| Metionina                 | 652                       |
| Cystyna                   | 154                       |
| Fenyloalanina             | 1383                      |
| Tyrozyna                  | 1514                      |
| Treonina                  | 1030                      |
| Tryptofan                 | 403                       |
| Walina                    | 1769                      |
| Arginina                  | 882                       |
| Histydyna                 | 746                       |
| Alanina                   | 802                       |
| Kwas asparaginowy         | 1849                      |
| Kwas glutaminowy          | 6156                      |
| Glicyna                   | 512                       |
| Prolina                   | 2856                      |
| Seryna                    | 1531                      |